# Timothy J. Keating

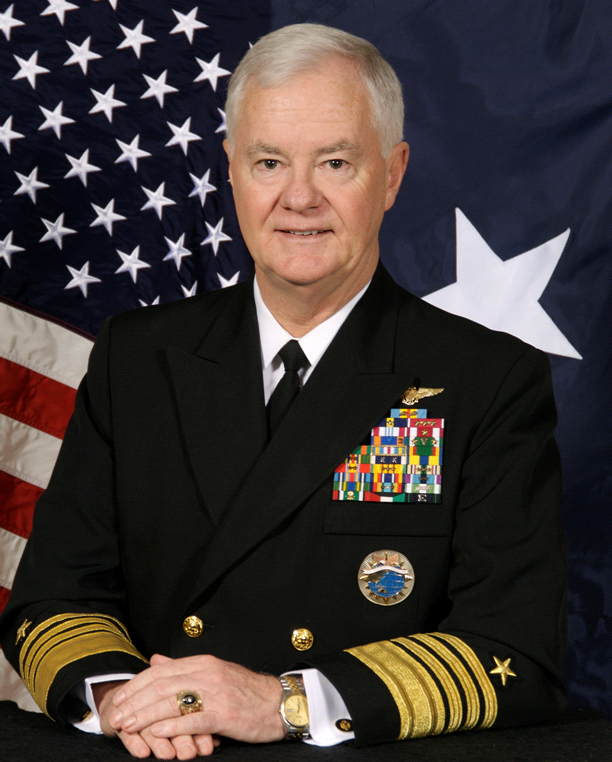
Admiral Timothy J. Keating, 2007

Timothy J. Keating (* 5. November 1945 in Dayton, Ohio) ist ein ehemaliger Admiral der US Navy und war von November 2004 bis März 2007 Kommandeur des United States Northern Command und vom März 2007 bis Oktober 2009 Kommandeur des United States Pacific Command.

## Militärische Laufbahn
Keating graduierte 1971 an der US Naval Academy in Annapolis. Nachdem er 1973 seine Pilotenausbildung beendet hatte, wurde er im Mittelmeer auf der Nimitz eingesetzt. Nach dieser Tour wurde er auf die Naval Air Station (NAS) Lemoore (Kalifornien) versetzt und diente dann im Westpazifik sowie im Indischen Ozean an Bord des Flugzeugträgers Kitty Hawk im Carrier Air Wing 15 als Stabslandesignaloffizier (Landing Signal Officer (LSO)). Von Mai 1982 bis zum Juli 1984 diente Keating als Administrations-, Operations- und Wartungsoffizier an Bord der Enterprise. Danach war er als Stabsmitarbeiter und Flaggleutnant beim Kommandeur des US Pacific Command eingesetzt.
Im Mai 1987 wurde Keating Kommandeur einer Staffel des Carrier Air Wing 8 an Bord der Theodore Roosevelt im Nordatlantik und im Mittelmeer. Nach diesem ersten Kommando wurde er dem Naval Military Personnel Command in Washington, D.C. unterstellt und war dort als Vorgesetzter der Fliegernachwuchsoffiziersabteilung (Aviation Junior Officer Assignments Branch) tätig. Als er im Januar 1991 als Deputy Commander Air Group des Carrier Air Wing 17 an Bord der Saratoga eingesetzt war, nahm er an Kampfhandlungen, die die Operation Desert Storm unterstützten, teil.
Die erste Stabsverwendung von Admiral Keating war im Stab des Chief of Naval Operations in der Gruppe für Strategische Studien in Newport (Rhode Island). Nach dieser Aufgabe versah er Dienst in der Joint Task Force Südwestasien in Riad (Saudi-Arabien) als Deputy CAG des Carrier Air Wing 9 an Bord der Nimitz und später, 1993, als CAG des Carrier Air Wing 9. Im November 1994 wurde Keating dann auf die NAS Fallon in Nevada versetzt, wo er das Naval Strike Warfare Center kommandierte. Ein Jahr später, im September 1995, kehrte Keating zum Naval Military Command zurück und übernahm das Direktorat der Aviation Officer Distribution Division. Von August 1996 Bis Juni 1998 diente er dann als stellvertretender Direktor für Operationen im Joint Staff.
Im Juni 1998 übernahm er das Kommando über die Trägerkampfgruppe 5, deren Heimathafen Yokosuka (Japan) ist. Im September 2000 wurde Keating in das Büro des Chief of Naval Operations (CNO) berufen und dort zum stellvertretenden CNO für Planung, Strategie und Operationen ernannt. Im Februar 2002 übernahm er dann das Kommando des US Naval Forces Command Central Command (Marinekomponente des US Central Command) und das Kommando der Fünften US-Flotte in Manama (Bahrain). Vom Oktober 2003 bis zum Oktober 2004 arbeitete Keating als Direktor des Joint Staff. Am 5. November 2004 übernahm er schließlich das Kommando über NORAD und das United States Northern Command (NORTHCOM).
Im Februar 2007 nominierte US-Verteidigungsminister Robert Gates Keating als neuen Kommandeur des US Pacific Command und kündigte Lieutenant General Victor E. Renuart, Jr. als Nachfolger für Keating beim US Northern Command an. Dem stimmte das Armed Services Committee des US-Senats am 19. März zu. Daher übergab er am 23. März 2007 das Kommando an General Renuart und brach danach nach Camp H. M. Smith, Hawaii, auf. Drei Tage später am 26. März übernahm er dann im Hauptquartier auf Hawaii das Kommando des US Pacific Command von Lieutenant General Daniel P. Leaf.

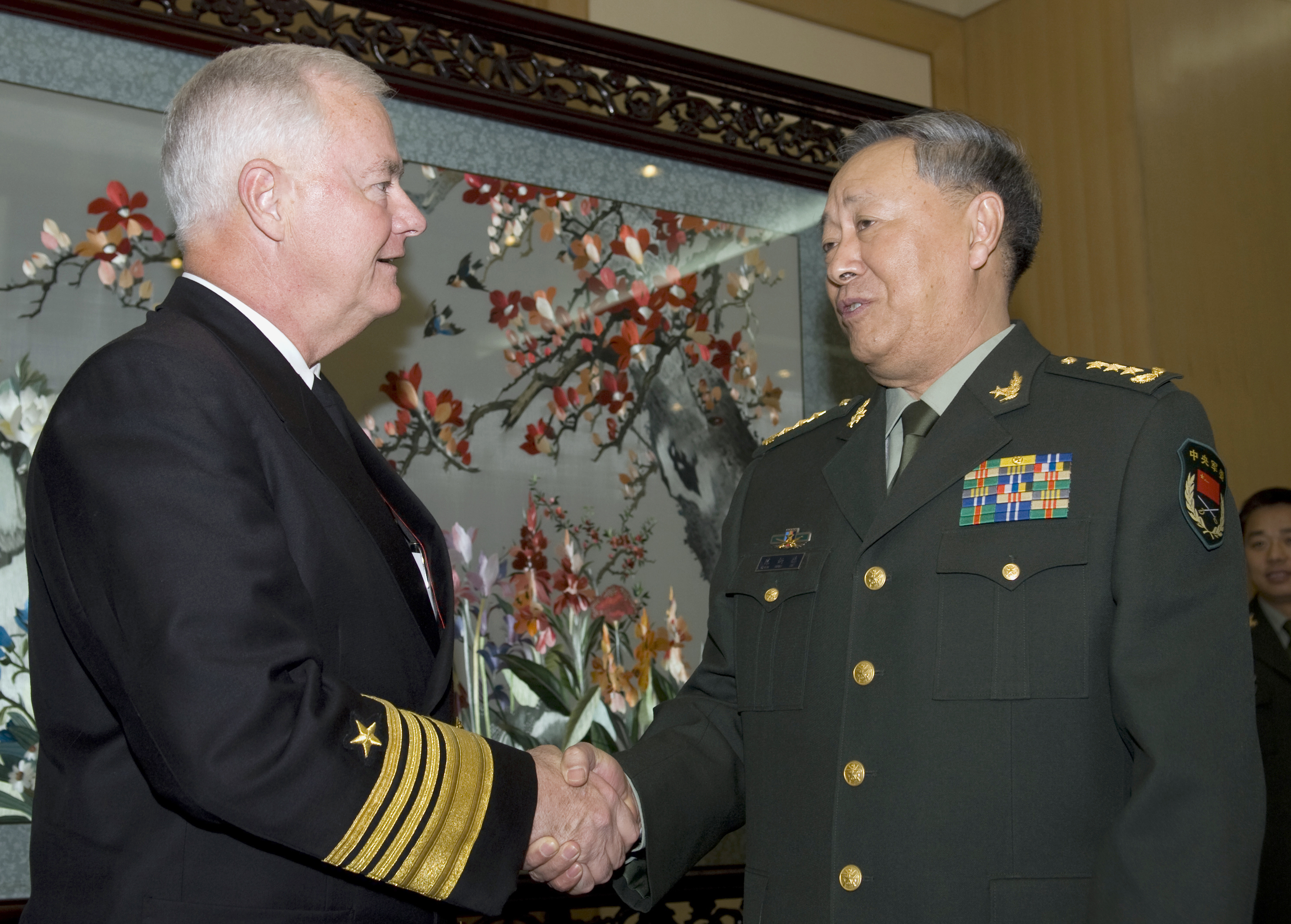
Timothy J. Keating (links) mit dem chinesischen Generalstabschef Chen Bingde (2008)

Am 19. Oktober 2009 übergab Keating das Kommando über das PACOM schließlich an Admiral Robert F. Willard und trat in den Ruhestand.
Keating hat über 5000 Flugstunden vorzuweisen. Er war der erste NORAD-Kommandeur, der von einer anderen Teilstreitkraft als der Air Force kam.

## Auszeichnungen
Auswahl der Dekorationen, sortiert in Anlehnung der Order of Precedence of Military Awards:
- Defense Distinguished Service Medal (4 ×)
- Navy Distinguished Service Medal (2 ×)
- Legion of Merit (4 ×)
- Defense Meritorious Service Medal
- Meritorious Service Medal (2 ×)
- Air Medal (3 ×)
- Navy & Marine Corps Commendation Medal (3 ×)
- Navy & Marine Corps Achievement Medal (2 ×)
- National Defense Service Medal (3 ×)
- Vietnam Service Medal (4 ×)
- Southwest Asia Service Medal (4 ×)
- Global War on Terrorism Expeditionary Medal
- Global War on Terrorism Service Medal
- Armed Forces Service Medal